# They Were Wrong, So We Drowned
A They Were Wrong, So We Drowned a Liars amerikai-ausztrál együttes második nagylemeze. 2004-ben jelent meg.
A lemez egy laza koncepcióalbum, amely a Brocken körüli boszorkányok életét mutatja be Walpurgis éjkor (április 30-ról május 1-jére virradó éjjel). Megjelennek a Harz hegyek körüli boszorkánypróbákról szóló mesék is. A felvételek alatt az együttes a brooklyni városi környezetből New Jersey erdejeibe költözött, ez inspirálta az eredeti produkciót.
A brockeni legendákra akkor figyeltek fel, amikor az egyik tag véletlenül "Brocken Witch"-re keresett rá az interneten "Broken Witch" helyett.
A kritikusok vegyesen fogadták, a boltokban sem volt kelendő. A következő album megjelenése után azonban több figyelmet kapott, és róla alkotott vélemények is megváltoztak.
Az album szerepel az 1001 lemez, amit hallanod kell, mielőtt meghalsz című könyvben.

## Az album dalai
|     | Cím                                               | Hossz |
| --- | ------------------------------------------------- | ----- |
| 1.  | Broken Witch                                      | 6:10  |
| 2.  | Steam Rose from the Lifeless Cloak                | 2:49  |
| 3.  | There's Always Room on the Broom                  | 3:05  |
| 4.  | If You're a Wizard Then Why Do You Wear Glasses?  | 2:11  |
| 5.  | We Fenced Other Gardens with the Bones of Our Own | 5:28  |
| 6.  | They Don't Want Your Corn, They Want Your Kids    | 2:38  |
| 7.  | Read the Book That Wrote Itself                   | 3:09  |
| 8.  | Hold Hands and It Will Happen Anyway              | 4:51  |
| 9.  | They Took 14 for the Rest of Our Lives            | 4:09  |
| 10. | Flow My Tears the Spider Said                     | 6:12  |

## Fordítás
Ez a szócikk részben vagy egészben a They Were Wrong, So We Drowned című angol Wikipédia-szócikk ezen változatának fordításán alapul.  Az eredeti cikk szerkesztőit annak laptörténete sorolja fel. Ez a jelzés csupán a megfogalmazás eredetét és a szerzői jogokat jelzi, nem szolgál a cikkben szereplő információk forrásmegjelöléseként.